# Liste der Kellergassen in Tulln an der Donau
Die Liste der Kellergassen in Tulln an der Donau führt die Kellergassen in der niederösterreichischen Gemeinde Tulln an der Donau an.
| Foto |                 | Kellergasse                 | Standort               | Beschreibung |
| ---- | --------------- | --------------------------- | ---------------------- | --- |
| BW   | Datei hochladen | Kellergasse Klein-Staasdorf | KG: Staasdorf Standort | Die einseitige Einzelkellergasse liegt östlich von Klein-Staasdorf in der Ebene und an einer Geländekante. Sie umfasst auf 400 Metern Länge elf Gebäude, darunter drei Um- oder Neubauten, teils mit Wohnnutzung. Die acht Keller sind traufständig. Die älteste Datierung stammt von 1809. |

| Foto:                    | Fotografie der Kellergasse (Gesamtheit). Klicken des Fotos erzeugt eine vergrößerte Ansicht. Daneben finden sich zwei Symbole: \| Weitere Bilder vorhanden \| Das Symbol bedeutet, dass weitere Fotos des Objekts verfügbar sind. Durch Klicken des Symbols werden sie angezeigt. \| \| Eigenes Foto hochladen \| Durch Klicken des Symbols können weitere Fotos des Objekts in das Medienarchiv Wikimedia Commons hochgeladen werden. \| |
| Name:                    | Bezeichnung der Kellergasse |
| Standort:                | Es ist die Katastralgemeinde (KG) angegeben. Durch Aufruf des Links Standort wird die Lage der Kellergasse in verschiedenen Kartenprojekten angezeigt. |
| Beschreibung             | Kurze Beschreibung der Kellergasse |
| Weitere Bilder vorhanden | Das Symbol bedeutet, dass weitere Fotos des Objekts verfügbar sind. Durch Klicken des Symbols werden sie angezeigt. |
| Eigenes Foto hochladen   | Durch Klicken des Symbols können weitere Fotos des Objekts in das Medienarchiv Wikimedia Commons hochgeladen werden. |